# Arroio do Padre

Localización del municipio Arroio do Padre.

Arroio do Padre es un municipio brasileño del estado de Rio Grande do Sul. Su población estimada en 2004 era de 2.708 habitantes.
Es un municipio que forma parte de la cuenca hidrográfica del Río Camacuã. Se separó de Pelotas.
- Datos: Q510698
- Multimedia: Arroio do Padre / Q510698